# Beňatina
Beňatina (Hongaars: Vadászfalva) is een Slowaakse gemeente in de regio Košice, en maakt deel uit van het district Sobrance.
Beňatina telt 209 inwoners.